# Kulhammare

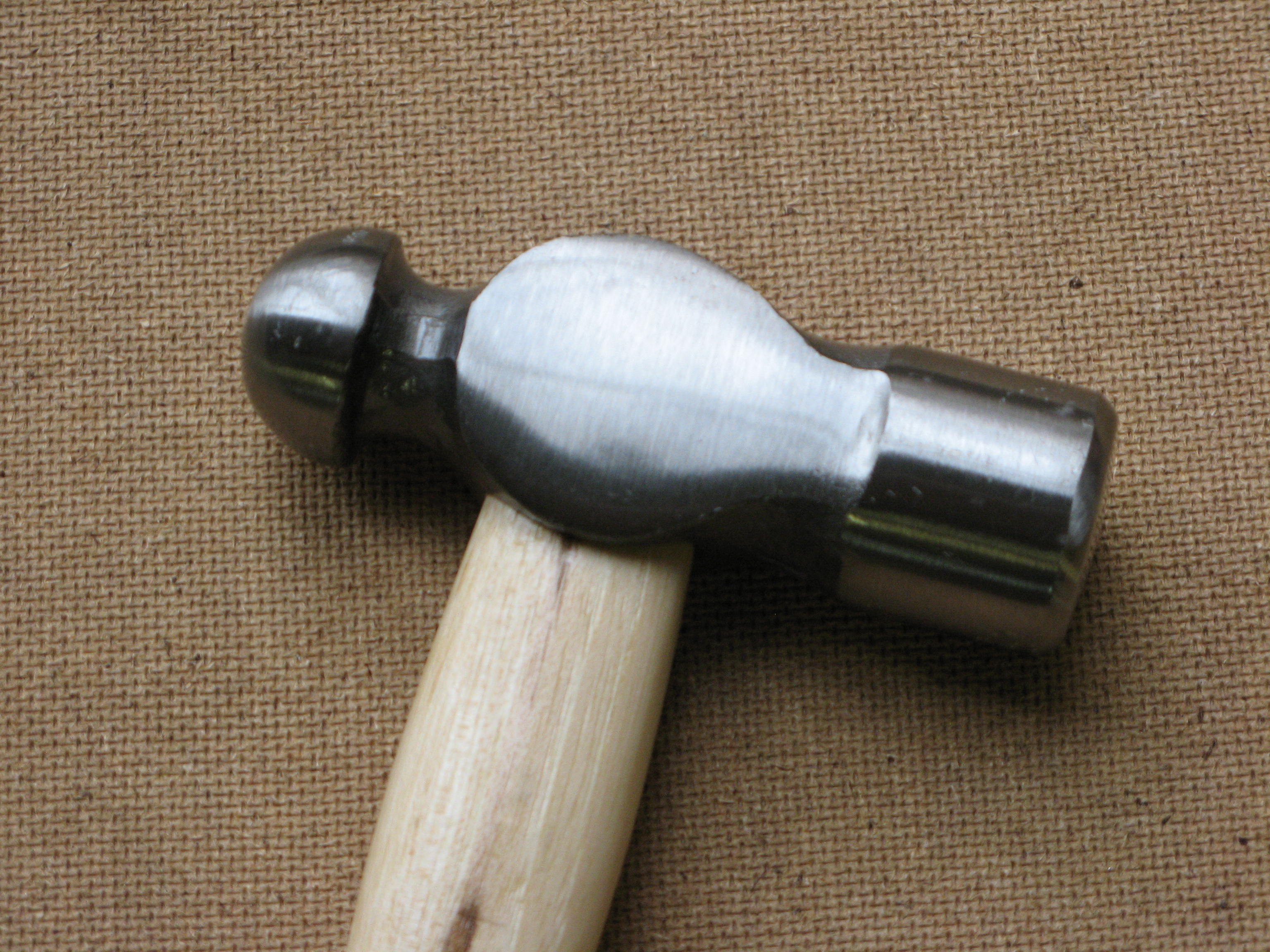
Kulhammare

Kulhammare är en typ av hammare som har en halvkula och en ban (plan slagyta) eller två halvkulor som slagytor. En hammare med två halvkulor kallas också för drivhammare. Det finns olika storlekar av kulhammare och därmed flera användningsområden. Ett av dessa är att forma plåt genom drivning. Detta görs genom att man hamrar på plåten med den runda sidan av hammaren så att små gropar bildas i plåten (själva drivningen). Upprepas detta många gånger kommer man till slut ha hamrat ut en större grop i plåten. Ett annat användningsområde är att forma en nitskalle.